# السوالمة (يافا)
السوالمة وعُرِفت بـ عرب السوالمة في بعض المصادر، هي قرية فلسطينيّة مهجّرة في قضاء يافا. تقع القرية حول مجرى نهر العوجا الأوسط على بعد 16 كم من شمال شرق مدينة يافا.
كانت القرية مبنية على رقعة أرض مستوية نسبيًا مع انحدار طفيف من الشمال باتجاه الجنوب. ترتفع أراضي قرية السوالمة 25 م عن سطح البحر. يجري إلى الشرق من القرية وادي سمارة الذي يرفد نهر العوجا. كانت في القرية بعض الآبار، في الجزء الشمالي منها، والتي كانت تزوّد الأهالي بماء الشرب والريّ.

## القرية قبل عام 1948
كانت القرية مبنية على رقعة أرض مستوية نسبيًا مع انحدار طفيف من الشمال باتجاه الجنوب. ترتفع أراضي قرية السوالمة 25 م عن سطح البحر. يجرب إلى الشرق من القرية وادي سمارة الذي يرفد نهر العوجا. كانت في القرية بعض الآبار، في الجزء الشمالي منها، والتي كانت تزوّد الأهالي بماء الشرب والريّ. عُرفت القرية بانتشار أشجار غاباتها إلى الشمال من أراضيها، حينما كانت مزارع الحمضيات منتشرة في الجزء الغربي من القرية.
تحيط بالقرية أراضي عرب أبو كشك، الشيخ مونس وإجليل القبلية. أنشأ القرية عرب السوالمة، عرب مسلمون من البدو الرحالة يعود تاريخ وجودهم في فلسطين إلى ما قبل الحكم العثماني. كان عرب السوالمة يحلّون في موقع القرية موسميًا في البداية، كطور مخصوص من أطوال دورة ترحالهم السنوية. إلّا أنّهم أخذوا يستقرون تدريجيًا في القرية في منازل بُنيت بالطوب. أي أن القرية في البداية كانت مضارب متناثرة ثم تحولت تدريجيًا إلى بيوت مبنية من المواد الأولية المتوفرة فيها.
بلغ عدد عرب السوالمة 70 نسمة في عام 1922، وارتفع هذا العدد إلى 429 نسمة في عام 1931، أما في عام 1945 فقدر عددهم نحو 800 نسمة. أنشأ سكان القرية سنة 1948 مدرسة ابتدائية. بلغ عدد التلاميذ الذي سُجلوا فيها 31 تلميذًا.
ملك عرب السوالمة مقدار ما يبلغ 5942 دونمًا، منها 89 دونمًا للطرق والأودية. شغلت الحمضيات 894 دونمًا من هذه المساحة، 4566 دونمًا للحبوب و191 دونمًا مرويًا أو مستخدمًا للبساتين.

## احتلال القرية
تذكر المصادر أن القرية احتلت في 30 آذار 1948. ومن المرجح أن تكون السوالمة سقطت في قبضة الصهيونيين قبيل نهاية الانتداب البريطاني في 15أيار \ مايو 1948. ففي تلك الفترة كانت القوات الصهيونية تسيطر على كل المنطقة الساحلية الممتدة بين حيفا وتل أبيب المحتلّة. تشرد كل عرب السوالمة اثر أحداث 1948.

## القرية والسكان اليوم
أقام بعض سكان القرية بعد النكبة في مخيم بلاطة. ينبت الصبار في موقع القرية اليوم. لم يبق أي أثر يبين المساكن السابقة، لا من الخيم ولا منازل الطوب. يظهر للعيان بقايا غرفة واحدة من بناء المدرسة ويمتد طريق عام عبر الطرف الشمالي للموقع.